# 荒井十一
荒井十一（又名荒井壯一郎，Arai Soichiro，1983年1月1日—），出生于香港。打击乐手、音乐制作人。

## 个人经历
1983年出生于香港，父亲是日本人，母亲是香港人 ，自幼接受古典音乐教育。七岁开始学习打击乐，十一岁担任香港青年交响乐团打击乐首席，十七岁受邀至中国国家交响乐团担任打击乐手，同年进入中央音乐学院西洋打击乐专业。
2009年加入民谣乐队小娟&山谷里的居民，担任打击乐手。2010年独立制作《百年排湾 风华再现》排湾族林广财专辑，荣获第11届华语音乐传媒大奖「最佳制作人」、「最佳录音」两项大奖。
2013年为《巴比伦少年》电影配乐荣获柏林金唱片奖；编曲制作台湾原住民音乐专辑《流浪之歌》，成为自身创立的独立音乐品牌「十一音乐（Elevenz Music）」开山之作。2015年第26届金曲奖上凭借莫文蔚专辑《不散，不见》获得“最佳专辑制作人”奖项。2017年凭借阿爆专辑《vavayan.女人》再次获得第28届金曲奖“最佳专辑制作人”奖项。
荒井十一曾与莫文蔚、李荣浩、易烊千玺、Matzka、小娟&山谷里的居民、A-Lin、陈粒、苏运莹、好妹妹乐队等歌手及乐团合作制作音乐作品，并曾擔任方大同15 香港演唱會2011的打擊樂手，同时在2021年担任中国大陆综艺节目《时光音乐会》的音乐总监。

## 制作作品
| 时间 | 专辑                  | 歌手              | 备注       |
| ---- | --------------------- | ----------------- | ---------- |
| 2010 | 《百年排湾 风华再现》 | 林广财            | 专辑制作人 |
| 2010 | 《台北到淡水》        | 小娟&山谷里的居民 | 专辑制作人 |
| 2012 | 《C大调的城》         | 小娟&山谷里的居民 | 专辑制作人 |
| 2012 | 《林二汶·Eman Lam》   | 林二汶            | 专辑制作人 |
| 2012 | 《古调在都会漫步》    | 查玛克            | 专辑制作人 |
| 2013 | 《Playlist》          | 林一峰            | 专辑制作人 |
| 2014 | 《流浪之歌》          | 飞鱼云豹          | 专辑制作人 |
| 2014 | 《不散，不见》        | 莫文蔚            | 专辑制作人 |
| 2014 | 《君不见》            | 小娟&山谷里的居民 | 专辑制作人 |
| 2014 | 《On The Go》         | 林二汶            | 专辑制作人 |
| 2015 | 《About Time》        | 林二汶            | 专辑制作人 |
| 2016 | 《东南美》            | Matzka            | 专辑制作人 |
| 2016 | 《心有花开》          | 小娟&山谷里的居民 | 专辑制作人 |
| 2016 | 《小梦大半》          | 陈粒              | 专辑制作人 |
| 2016 | 《vavayan.女人》      | 阿爆              | 专辑制作人 |
| 2016 | 《开往早晨的午夜》    | 张碧晨            | 专辑制作人 |
| 2017 | 《在蓬莱》            | 陈粒              | 专辑制作人 |
| 2017 | 《A-Lin》             | A-Lin             | 专辑制作人 |
| 2018 | 《Matzka Station》    | Matzka            | 专辑制作人 |
| 2018 | 《爱的路》（EP）      | 小娟&山谷里的居民 | 专辑制作人 |
| 2018 | 《事实上我没有名字》  | 许钧              | 专辑制作人 |
| 2018 | 《追梦人》            | 好妹妹乐队        | 专辑制作人 |
| 2018 | 《幻》                | 苏运莹            | 专辑制作人 |
| 2018 | 《原音呈现》          | 阿美族复音传唱    | 专辑制作人 |
| 2020 | 《回到原點》          | Matzka            | 专辑制作人 |
| 2021 | 《幼鳥指南》          | 毛不易            | 专辑制作人 |
| 2024 | 《冒险精神》          | 毛不易            | 专辑制作人 |
| 2024 | 《我怪》              | 郁可唯            | 专辑制作人 |

| 时间 | 歌曲                    | 歌手                     | 备注       |
| ---- | ----------------------- | ------------------------ | ---------- |
| 2016 | 《女人花》              | 徐佳莹                   | 单曲制作人 |
| 2016 | 《天真有邪》            | 林宥嘉                   | 单曲制作人 |
| 2016 | 《爱是一个疯字》        | 杨洋                     | 单曲制作人 |
| 2016 | 《Morning》             | 李琦                     | 单曲制作人 |
| 2016 | 《吵》                  | 李琦                     | 单曲制作人 |
| 2017 | 《新年快乐》            | 好妹妹乐队、陈粒、焦迈奇 | 单曲制作人 |
| 2017 | 《I Do》                | 莫文蔚                   | 单曲制作人 |
| 2018 | 《我愿意为你轻轻歌唱》  | 好妹妹乐队               | 单曲制作人 |
| 2018 | 《慢慢喜欢你》          | 莫文蔚                   | 单曲制作人 |
| 2018 | 《飞》                  | 莫文蔚                   | 单曲制作人 |
| 2018 | 《Dancing In The Rain》 | 莫文蔚                   | 单曲制作人 |
| 2018 | 《半生缘》              | 莫文蔚                   | 单曲制作人 |
| 2018 | 《望穿》                | 陈粒                     | 单曲制作人 |
| 2018 | 《心上的茧》            | 王凯                     | 单曲制作人 |
| 2018 | 《雪国远方》            | 那英                     | 单曲制作人 |
| 2018 | 《微凉的风》            | 何洁                     | 单曲制作人 |
| 2018 | 《拜托了》              | 何洁、艾福杰尼           | 单曲制作人 |
| 2018 | 《幸福不急》            | 容祖儿                   | 单曲制作人 |
| 2018 | 《谢谢你爱我》          | 李嘉格                   | 单曲制作人 |
| 2018 | 《恒温动物》            | 易烊千玺                 | 单曲制作人 |
| 2018 | 《舒适圈》              | 易烊千玺                 | 单曲制作人 |
| 2018 | 《远方》                | 李嘉格                   | 单曲制作人 |
| 2019 | 《沒有意外》            | 蔡徐坤                   | 单曲制作人 |
| 2022 | 《未知計畫》            | 劉雨昕                   | 单曲制作人 |

| 时间 | 名称                                       | 备注     |
| ---- | ------------------------------------------ | -------- |
| 2014 | 陈楚生“一见如故”巡回演唱会                 | 音乐总监 |
| 2015 | 林一峰“Playlist Tour”巡回演唱会            | 音乐总监 |
| 2015 | 李荣浩“天生李荣浩”巡回演唱会               | 乐队总监 |
| 2016 | 莫文蔚“看看”世界巡回演唱会                 | 音乐总监 |
| 2016 | 好妹妹乐队“自在如风”巡回演唱会             | 音乐总监 |
| 2016 | 陈粒“小梦大半”巡回演唱会                   | 音乐总监 |
| 2016 | 小娟&山谷里的居民“心有花开”巡回演唱会      | 音乐总监 |
| 2016 | Matzka“第一回合”巡回演唱会                 | 音乐总监 |
| 2017 | 李荣浩“有理想”世界巡回演唱会               | 乐队总监 |
| 2017 | 小娟&山谷里的居民“悠春小叙”演唱会          | 音乐总监 |
| 2017 | Matzka Reggae Fusion Night                 | 乐队总监 |
| 2017 | 陈粒“在蓬莱 in Blue Note Beijing”演唱会    | 音乐总监 |
| 2018 | 莫文蔚“绝色”世界巡回演唱会                 | 音乐总监 |
| 2018 | A-Lin“I’m A-Lin”世界巡回演唱会             | 音乐总监 |
| 2018 | Matzka“第二回合”巡回演唱会（北京站）       | 音乐总监 |
| 2018 | 小娟&山谷里的居民“悠春小叙”演唱会          | 音乐总监 |
| 2018 | 许钧“事实上我没有名字”巡回演唱会（北京站） | 音乐总监 |
| 2018 | 苏运莹《幻》新专辑首唱会                   | 音乐总监 |

## 人物评价
荒井十一的名字成为了音乐品质与音乐素养的一种标志，他始终认为做音乐并不是照着某个概念风格硬套，而是要做出艺人自己的特点，展现出艺人真实的一面，挖掘出真正最适合他的东西。尤其是在拥有自己的厂牌十一音乐之后，荒井十一充分认识到以什么样的体系及模式来引导歌手，才能发挥出歌手本身的特质，着手树立音乐人风格体系。

## 榮譽及獎項

### 台灣金曲獎
| 年份   | 角逐獎項         | 作品名稱                         | 結果 |
| 2015年 | 最佳專輯製作人獎 | 《不散，不見》                   | 獲獎 |
| 2017年 | 最佳專輯製作人獎 | 《Vavayan 女人》                 | 獲獎 |
| 2017年 | 最佳編曲人獎     | 《Izuwa 有》                     | 提名 |
| 2017年 | 最佳單曲製作人獎 | 《家家歌》                       | 提名 |
| 2019年 | 最佳專輯製作人獎 | 《幻》（蘇運瑩演唱）             | 提名 |
| 2021年 | 最佳單曲製作人獎 | 《自洽》（莫文蔚、郭一凡演唱）   | 提名 |
| 2022年 | 最佳單曲製作人獎 | 《這世界那麼多人》（莫文蔚演唱） | 提名 |
| 2024年 | 最佳專輯製作人獎 | 《期待集》（許鈞演唱）           | 提名 |